# Jehanne Couvel
Jehanne Couvel (? - Brugge, 1612) was een slachtoffer van de heksenvervolging in Europa. Jehanne gaf toe dat de duivel haar 'van de weg' geleid had en dat ze met hem 'te doen' had. Zij getuigde 'dat hij zeer koude van conversatie was'. Over de 'koude natuur' van de duivel, zie ook Lyn Charliers.